# Сорбо (Козенца)
Сорбо је насеље у Италији у округу Козенца, региону Калабрија.
Према процени из 2011. у насељу је живело 298 становника. Насеље се налази на надморској висини од 861 м.